# ФК Слога Чонопља
ФК „Слога" је фудбалски клуб из Чонопље, општина Сомбор. Тренутно се такмичи у Српској лиги Војводина, трећем такмичарском нивоу српског фудбала.

## Историја
Након Другог светског рата у Чонопљи се 1945. године oснива нови фудбалски клуб који се назива ФД Чонопља и који се у такмичење укључује исте године. Наредне године 1946. клуб добија име Слога. У периоду од 1981. дo 1990. фудбалски клуб наступа под именом ФК "Чонопља".
У својој историји фудбалски клуб из Чонопље није бележио запажене резултате, углавном се такмичио у последњим фудбалским ранговима. Први запажени резултат десио се у сезони 1974/75. када је клуб након освајања другог места у Подручној лиги Сомбор стекао право наступа у четвртом рангу такмичења ("Јединствена лига Сомборског подручја"). У четвртом степену задржаће се наредне три године до сезоне 1978/79. године, када је испао у нижи ранг.
Повратак међу четворолигаше Фудбалски клуб из Чонопље избориће после 17 година (у сезони 1996/97.) до тад је углавном време проводио у последњем и предпоследњем рангу. После четири године у четвртом рангу, Слога 2000. године испада у Подручну лигу Сомбор, а 2005. у последњи фудбалски ранг (Међуопштинску лигу Сомбор).
ФК Солунац из Растине иступиће из Српске лиге Војводина после завршетка сезоне 2010/11. године и преселити се у два ранга ниже такмичење, Сомборску подручну лигу . Фузија између ФК "Слоге" (која се тад такмичи у најнижем рангу српског фудбала) и ФК "Солунац" из Растине уследиће лета 2011. године када ће се ФК "Слога" укључити у такмичење Сомборске подручне лиге (иако су те године у последњем рангу такмичења заузели осмо место), док ће са друге стране ФК "Солунац" престати да постоји.
Уласком у клуб приватника из Чонопље, Дејана Тепавца "Тепкоса" у сезони 2014/15. са њим започиње златно доба Слоге. Одмах прве сезоне убедљиво је освојено прво место у Сомборској подручној лиги и пласирање у виши ранг у Бачку зону. У сезони 2015—2016 са Александром Лазаревићем на клупи Слога осваја 2. место у Бачкој зони. Наредне такмичарске године 2016—2017, након реорганизације, Слога улази у првенство Војвођанске лиге са Лазаревићем на клупи, да би га после 6 одиграних кола (3 победе, 2 пораза и један реми) заменио искусни Пуниша Мемедовић.
Са Мемедовићем Слога у 23 кола остварује 20 победа и три ремија ( гол разлика 53-12 ), после трећег ремија у 28. колу у Чонопљи са Потисјем из Кањиже (3-3), који је уследио после 10 победа у низу, управа клуба уручује Мемедовићу отказ. Наредна два кола до краја првенства екипу је водио Мирослав Пауновић и остварио две победе. Он ће на клупи клуба остати наредне две године, када је у другој години мандата на месту тренера изборио друго место и право учествовања у квалификацијама за Српску лигу Војводина, после пораза кући у претпоследњем колу од Младости из Турије (1:2) добио је отказ. На његово место поново се вратио Лазаревић. У сезони 2017/18. екипа из Чонопље освојиће четврто место на табели, 30 бодова мање од првопласираног Србобрана. Наредне сезоне, Чонопљани ће за четири године по трећи пут заузети друго место (са освојених 60 бодова) и овај пут стећи право учешћа у Бараж такмичењу за попуну Трећег ранга. Боља од њих у двомечу биће екипа Војводине из Перлеза (у првом мечу у Чонопљи биће 2:2, реванш утакмица такође ће завршити поделом плена 1:1).

## Тренери
- 2013.  Миро Баљкас
- 2013—2014.  Зоран Магденовски
- 2014. - 17.09.2016.  Александар Лазаревић
- 19.09.2016. - 20.05.2017.  Пуниша Мемедовић[9]
- 23.05.2017. - 02.06.2019.  Мирослав Пауновић
- 03.06.2019. - 14.08.2020.  Александар Лазаревић[10]
- 15.08.2020. - 29.08.2020.  Драги Богић[11]
- 04.09.2020. - 10.04.2021.  Слободан Јокановић[12]
- 10.04.2021. - 05.06.2021.  Слободан Кустудић[13]
- 15.07.2021. - 25.05.2022.  Емир Џиновић[14]
- 23.06.2022.  Немања Жигић[14]

## Бивши играчи
- Милош Косановић
- Мирослав Пауновић
- Младен Ковачевић